# A Night at the Opera (album Queen)
A Night at the Opera – album rockowy brytyjskiej grupy Queen, wydany w 1975. Jego producentami byli Roy Thomas Baker i Queen. Pierwotnie wydany przez EMI w Wielkiej Brytanii oraz przez Elektra Records w Stanach Zjednoczonych, gdzie album uzyskał status trzykrotnej platynowej płyty (3 miliony sprzedanych egzemplarzy).
Album wziął swoją nazwę od filmu braci Marx, podobnie jak wydany rok później A Day at the Races. Pierwotnie na albumie miały też pojawić się utwory „Tie Your Mother Down” i „We Are the Champions”, jednak pierwszy nie został ukończony na czas, a drugi według Mercury’ego nie pasował do reszty kompozycji.
W 2003 album został sklasyfikowany na 230. miejscu listy 500 albumów wszech czasów magazynu Rolling Stone.
8 lipca 2009 wydawnictwo uzyskało status podwójnej platynowej płyty w Polsce.

## Lista utworów
| 1.  | „Death on Two Legs” (Mercury)            | 3:43  |
|     |                                          |       |
| 2.  | „Lazing on a Sunday Afternoon” (Mercury) | 1:07  |
|     |                                          |       |
| 3.  | „I’m in Love with My Car” (Taylor)       | 3:05  |
|     |                                          |       |
| 4.  | „You’re My Best Friend” (Deacon)         | 2:50  |
|     |                                          |       |
| 5.  | „’39” (May)                              | 3:31  |
|     |                                          |       |
| 6.  | „Sweet Lady” (May)                       | 4:03  |
|     |                                          |       |
| 7.  | „Seaside Rendezvous” (Mercury)           | 2:15  |
|     |                                          |       |
| 8.  | „The Prophet’s Song” (May)               | 8:20  |
|     |                                          |       |
| 9.  | „Love of My Life” (Mercury)              | 3:34  |
|     |                                          |       |
| 10. | „Good Company” (May)                     | 3:17  |
|     |                                          |       |
| 11. | „Bohemian Rhapsody” (Mercury)            | 5:55  |
|     |                                          |       |
| 12. | „God Save the Queen” (aranżacja: May)    | 1:12  |
|     |                                          |       |
|     |                                          | 42:52 |
|     |                                          |       |

## Utwory

### Death on Two Legs
Utwór otwierający album to „Death On Two Legs”, który w warstwie tekstowej jest atakiem na byłego menadżera zespołu Queen, Normana Sheffielda, który nadużył swej roli jako kierownik w latach 1972 – 1975.
Sheffield próbował pozwać zespół za zniesławienie po tym, jak utwór ujrzał światło dzienne. Potem stwierdził, że przyczynił się do sukcesu piosenki poprzez swój pozew wobec kapeli.
W Classic Albums documentary about the making of A Night at the Opera, Brian May oświadczył, że zespół na początku był nieco zaskoczony przenikliwością tekstów Mercury’ego. Jednak uzgodnili, że „autor powinien mieć swój sposób” na wyrażanie uczuć i piosenka została dokończona.
Tak jak „Bohemian Rhapsody”, większość partii gitarowych w utworze była początkowo grana na fortepianie przez Mercury’ego, aby pokazać Mayowi jak powinien grać je na gitarze. „Death on Two Legs” utrzymywał się na listach przebojów aż do 1980 roku, następnie został usunięty.

### Sweet Lady
Utwór autorstwa Briana Maya oparty jest na ciężkim riffie gitarowym, charakterystycznym dla twórczości Queen w latach 70. Występują w nim również trzyczęściowe harmonie wokalne.
Uważany jest za jeden ze słabych punktów albumu, głównie z powodu nie najlepszej jakości wokalu. Pomimo to, był wielokrotnie wykonywany na koncertach w latach 1975–1977.

### I’m in Love with My Car
Utwór stworzony i śpiewany przez perkusistę Rogera Taylora. Zadedykowany jest Johny’emu Harrisowi, pracownikowi obsługi koncertów grupy.
Wszystkie główne partie wokalne zaśpiewał perkusista swoim charakterystycznym wysokim i zachrypniętym głosem. W pierwotnej wersji zagrał również partie gitarowe, jednak później zostały ponownie zarejestrowane w wykonaniu Briana Maya, który zagrał na swojej Red Special.
Obroty silnika zawarte w nagraniu to odgłosy ówczesnego samochodu Taylora, Alfy Romeo.
Na prośbę Taylora utwór zamieszczono na stronie B singla „Bohemian Rhapsody”.
Utwór wykonywany był przez Queen na żywo w latach 1977-81. Podczas grania „I’m in Love with My Car” Freddie Mercury grał na pianinie i śpiewał chórki. Taylor wykonywał utwór także podczas występów z grupą The Cross (zamiast na perkusji grał na gitarze rytmicznej) i trasy koncertowej zespołu Queen + Paul Rodgers.
Jedyny dostępny teledysk został stworzony na potrzeby wydawnictwa Queen Rocks.

## Wydania
Utwory dodatkowe w reedycji wytwórni Hollywood Records z 1991:
| 13. | „I’m in Love with My Car” (1991 Remix) (Taylor) | 3:27  |
|     |                                                 |       |
| 14. | „You’re My Best Friend” (1991 Remix) (Deacon)   | 2:52  |
|     |                                                 |       |
|     |                                                 | 06:19 |
|     |                                                 |       |